# Manuel Rosen Morrison
Manuel Rosen Morrison (Ciudad de México, 1926 - Oregón, Estados Unidos, 9 de noviembre de 2018) fue un arquitecto mexicano.

## Trayectoria
Estudió arquitectura en la Escuela Nacional de Arquitectura de la Universidad Nacional Autónoma de México, concluyendo en 1953. Fue profesor de la misma escuela —posteriormente llamada Facultad de Arquitectura— de 1954 a 1981.

## Edificios y proyectos
- Centro Deportivo Israelita (1952)
- Centro Cinematográfico de México (1961)
- Sindicato de Trabajadores de la Industria Cinematográfica (1962)
- Cárcel en Iguala (1961)
- Alberca Olímpica y Gimnasio Olímpico, México (1968)[5] en colaboración con Eduardo Gutiérrez Bringas, Antonio Recamier y Juan Valverde
- Embajada de Japón en México, en colaboración con Kenzo Tange (1975)
- Liceo Mexicano Japonés, México (1977)
- Centro Cultural Tijuana, México (1982) en colaboración con Pedro Ramírez Vázquez
- Museo Fray Antonio de Montesinos, República Dominicana (1982)
- Museum of Latin American Art, Estados Unidos
- Hospital Psiquiátrico Infantil, México[4]

## Obra
- Arquitectura (1995)